# ديف فان هورن
ديف فـان هورن (بالإنجليزية: Dave Van Horne) هو مقدم برامج إذاعية أمريكي، ولد في القرن العشرين في إيستون (بنسيلفانيا) في الولايات المتحدة.

## وصلات خارجية
- ديف فـان هورن على موقع جمعية أبحاث البيسبول الأمريكية (الإنجليزية)